# Amárrame Tour
El Amárrame Tour es la tercera gira musical de la cantante y compositora chilenomexicana Mon Laferte, en apoyo a su cuarto álbum de estudio, Mon Laferte Vol. 1, luego también de su quinto álbum de estudio La Trenza. La gira dio inicio en Tlaxcala, México, el 11 de febrero de 2017. Se han anunciado hasta el momento 35 fechas en toda América.

## Antecedentes
El 24 de enero Mon da conocer el nombre y fecha de lanzamiento de su próximo sencillo titulado «Amárrame» para el 10 de enero de 2017, cuatro días antes del lanzamiento da a conocer que la canción cuenta con la colaboración del cantante colombiano Juanes. El 17 de febrero a través de sus redes sociales la cantante a da conocer las fechas de su gira. La gira cuenta con la participación de Laferte en uno de los escenarios más importantes de Latinoamérica como lo es la Quinta Vergara, presentándose en el Festival Internacional de la Canción de Viña del Mar y su segunda participación en el festival Vive Latino. Además en esta gira se realizaron conciertos ante grandes audiencias (no considerando los festivales), entre ellos dos conciertos en el Teatro Caupolicán, tres en el Auditorio Nacional y uno en el Movistar Arena. Además esta gira contó con las primeras presentaciones de Mon Laferte en Argentina, Colombia y España.

## Repertorio
| Festival Viña del Mar |
| --- |
| 1. Tormento 2. Si tú me quisieras 3. Salvador 4. Yo te qui / La joya del Pacífico (medley) 5. Amor completo 6. Amárrame 7. No te fumes mi marihuana 8. El diablo 9. Tu falta de querer 10. El cristal |

| México (Antes del lanzamiento de La Trenza) |
| --- |
| 1. Tormento 2. Vuelve por favor 3. Si tú me quisieras 4. Salvador 5. Un Alma En Pena 6. El Cristal 7. Yo te qui 8. Amor completo 9. Flor De Amapola 10. Orgasmo Para Dos 11. Ana (cover de Los Saicos) 12. No Te Fumes Mi Mariguana 13. Amárrame 14. El diablo 15. Si Una Vez (cover de Selena) 16. Tu falta de querer |

| México (Después del lanzamiento de La Trenza) |
| --- |
| 1. Pa' dónde se fue 2. Vuelve por favor 3. Flaco 4. Si tú me quisieras 5. Salvador 6. Un alma en pena 7. El cristal 8. La trenza 9. Yo te qui 10. Flor de amapola 11. Orgasmo para dos 12. Primaveral 13. Amor completo 14. Ana (cover de Los Saicos) 15. Amárrame 16. No te fumes mi mariguana 17. Si una vez (cover de Selena) 18. El diablo Encore 1. Tormento 2. Cielito de abril 3. Que sí 4. Mi buen amor 5. Tu falta de querer |

| Estados Unidos |
| --- |
| 1. Tormento 2. Vuelve por favor 3. Pa' dónde se fue 4. Si tú me quisieras 5. Primaveral 6. El cristal 7. La trenza 8. Cielito de abril 9. Yo te qui 10. Flor de amapola 11. Amor completo 12. Flaco 13. Ana (cover de Los Saicos) 14. Amárrame 15. No te fumes mi mariguana 16. Si una vez (cover de Selena) 17. El diablo Encore 1. Que sí 2. Mi buen amor 3. Tu falta de querer |

| Chile |
| --- |
| 1. Tormento 2. Vuelve por favor 3. Si tú me quisieras 4. Salvador 5. Primaveral 6. El cristal 7. La trenza 8. Cielito de abril 9. Que sí 10. Yo te qui 11. Antes de ti (solo interpretada el 20 y 21 de junio) 12. Flor de amapola 13. Orgasmo para dos 14. Amor completo 15. Flaco 16. Ana (cover de Los Saicos) 17. Amárrame 18. Pa' dónde se fue 19. No te fumes mi mariguana 20. El diablo Encore 1. Cuando era flor (solo interpretada el 20 y 21 de junio) 2. Mi buen amor 3. Tu falta de querer |

| Sudamérica |
| --- |
| 1. Tormento 2. Vuelve por favor 3. Si tú me quisieras 4. Salvador 5. Primaveral 6. El cristal 7. La trenza 8. Cielito de abril 9. Yo te qui 10. Flor de amapola 11. Orgasmo para dos 12. Amor completo 13. Flaco 14. Ana (cover de Los Saicos) 15. Amárrame 16. No te fumes mi mariguana 17. Si una vez (cover de Selena) 18. El diablo Encore 1. Que sí 2. Mi buen amor 3. Tu falta de querer |

| Auditorio Nacional |
| --- |
| 1. Ana (cover de Los Saicos) 2. Si tú me quisieras 3. Primaveral 4. Flor de amapola 5. Que sí 6. El cristal 7. La trenza 8. Cielito de abril 9. Vuelve por favor 10. Yo te qui 11. Amor completo 12. Flaco 13. Orgasmo para dos 14. Salvador 15. Pa' dónde se fue 16. Amárrame 17. No te fumes mi mariguana 18. Si una vez (cover de Selena) 19. El diablo Encore 1. Tormento 2. Antes de ti (solo interpretada el 6 de octubre) 3. Mi buen amor 4. Tu falta de querer |

## Fechas
| América Latina           |                     |                |                                     |
| 11 de febrero de 2017    | Tlaxcala            | México         | Centro Cultural Universitario       |
| 25 de febrero de 2017    | Valparaíso          | Chile          | Anfiteatro Quinta Vergara           |
| 11 de marzo de 2017      | Torreón             | México         | Teatro Nazas (Función 17:00)        |
| 11 de marzo de 2017      | Torreón             | México         | Teatro Nazas (Función 20:30)        |
| 12 de marzo de 2017      | Ciudad de México    | México         | Teatro Moliere Polanco              |
| 19 de marzo de 2017      | Ciudad de México    | México         | Foro Sol                            |
| 25 de marzo de 2017      | Jojutla             | México         | Jardines de México                  |
| 26 de marzo de 2017      | Tapachula           | México         | Teatro de la Ciudad                 |
| 1 de abril de 2017       | Monterrey           | México         | Parque Fundidora                    |
| 7 de abril de 2017       | Ciudad de México    | México         | Centro de Convenciones              |
| 8 de abril de 2017       | Orizaba             | México         | Auditorio Metropolitano             |
| 11 de abril de 2017      | Tamazunchale        | México         | Unidad Deportiva                    |
| 29 de abril de 2017      | Ciudad de México    | México         | Foro Felipe Villanueva              |
| 3 de mayo de 2017        | Colima              | México         | Jardín Libertad                     |
| 4 de mayo de 2017        | Aguascalientes      | México         | Foro de las estrellas               |
| 6 de mayo de 2017        | Chihuahua           | México         | Teatro de Los Héroes                |
| 7 de mayo de 2017        | Ciudad Juárez       | México         | Centro Cultural Paso del Norte      |
| 12 de mayo de 2017       | San Luis Potosí     | México         | Centro Cultural Universitario       |
| 13 de mayo de 2017       | Pachuca             | México         | Auditorio Gota de Plata             |
| 18 de mayo de 2017       | Cancún              | México         | Teatro de Cancún (Función 17:00)    |
| 18 de mayo de 2017       | Cancún              | México         | Teatro de Cancún (Función 20:30)    |
| 19 de mayo de 2017       | Mérida              | México         | Centro de Convenciones siglo XXI    |
| 20 de mayo de 2017       | Tuxtla Gutiérrez    | México         | Arena Metropolitana                 |
| 21 de mayo de 2017       | Toluca              | México         | Teatro Morelos                      |
| América del Norte        |                     |                |                                     |
| 24 de mayo de 2017       | San Francisco       | Estados Unidos | The Independent                     |
| 25 de mayo de 2017       | San Diego           | Estados Unidos | House of Blues                      |
| 26 de mayo de 2017       | Los Ángeles         | Estados Unidos | House of Blues                      |
| 27 de mayo de 2017       | Phoenix             | Estados Unidos | Crescent Ballroom                   |
| 28 de mayo de 2017       | Ciudad Juárez       | Estados Unidos | Downtown                            |
| 30 de mayo de 2017       | San Antonio         | Estados Unidos | The Rock Box                        |
| América Latina           |                     |                |                                     |
| 15 de junio de 2017      | Temuco              | Chile          | Teatro Regional                     |
| 16 de junio de 2017      | Valdivia            | Chile          | Centro de Eventos Dreams            |
| 17 de junio de 2017      | Osorno              | Chile          | Salón Hotel Sonesta                 |
| 18 de junio de 2017      | Los Ángeles         | Chile          | Teatro Municipal                    |
| 20 de junio de 2017      | Santiago            | Chile          | Teatro Caupolicán                   |
| 21 de junio de 2017      | Santiago            | Chile          | Teatro Caupolicán                   |
| 22 de junio de 2017      | Chillán             | Chile          | Teatro Municipal de Chillán         |
| 23 de junio de 2017      | Concepción          | Chile          | SurActivo                           |
| 24 de junio de 2017      | Valparaíso          | Chile          | Enjoy Viña                          |
| 28 de junio de 2017      | Talca               | Chile          | Teatro Regional del Maule           |
| 29 de junio de 2017      | Rancagua            | Chile          | Gimnasio Hermógenes Lizana          |
| 30 de junio de 2017      | Rancagua            | Chile          | Teatro Regional Lucho Gatica        |
| 1 de julio de 2017       | Valparaíso          | Chile          | Enjoy Viña                          |
| 3 de julio de 2017       | Bogotá              | Colombia       | Parque Simón Bolívar                |
| 5 de julio de 2017       | Lima                | Perú           | Barranco Arena                      |
| 6 de julio de 2017       | Buenos Aires        | Argentina      | Groove                              |
| América del Norte        |                     |                |                                     |
| 9 de julio de 2017       | Chicago             | Estados Unidos | Addams/Medill Park                  |
| 12 de julio de 2017      | Nueva York          | Estados Unidos | Central Park                        |
| 10 de agosto de 2017     | Los Ángeles         | Estados Unidos | Pier de Santa Mónica                |
| 12 de agosto de 2017     | San Francisco       | Estados Unidos | Mezzanine                           |
| 13 de agosto de 2017     | San Francisco       | Estados Unidos | Golden Gate Park                    |
| 20 de agosto de 2017     | Calgary             | Canadá         | Princes Island Park                 |
| América Latina           |                     |                |                                     |
| 26 de agosto de 2017     | Oaxaca              | México         | Auditorio Guelaguetza               |
| 1 de septiembre de 2017  | Puebla              | México         | Auditorio Metropolitano             |
| 2 de septiembre de 2017  | León                | México         | Domo de la Feria                    |
| América del Norte        |                     |                |                                     |
| 17 de septiembre de 2017 | Los Ángeles         | Estados Unidos | Hollywood Bowl                      |
| América Latina           |                     |                |                                     |
| 20 de septiembre de 2017 | La Serena           | Chile          | Pampilla de Coquimbo                |
| 24 de septiembre de 2017 | Querétaro           | México         | Auditorio Josefa Ortiz de Domínguez |
| 30 de septiembre de 2017 | Mérida              | México         | Hacienda Chichi Suárez              |
| 5 de octubre de 2017     | Ciudad de México    | México         | Auditorio Nacional                  |
| 6 de octubre de 2017     | Ciudad de México    | México         | Auditorio Nacional                  |
| 7 de octubre de 2017     | Ciudad de México    | México         | Auditorio Nacional                  |
| 8 de octubre de 2017     | Ciudad de México    | México         | El Zócalo                           |
| 10 de octubre de 2017    | Monterrey           | México         | Auditorio Pabellón M                |
| 12 de octubre de 2017    | Monterrey           | México         | Auditorio Pabellón M                |
| 13 de octubre de 2017    | Monterrey           | México         | Auditorio Pabellón M                |
| 14 de octubre de 2017    | Tampico             | México         | Centro de Convenciones de Tampico   |
| 20 de octubre de 2017    | Guadalajara         | México         | Parque Trasloma                     |
| 28 de octubre de 2017    | Hermosillo          | México         | Parque La Ruina                     |
| 1 de noviembre de 2017   | Ciudad de México    | México         | Palacio de los Deportes             |
| 2 de noviembre de 2017   | Valle de Bravo      | México         | Foro Capilla                        |
| 3 de noviembre de 2017   | Torreón             | México         | Hapok Club                          |
| 4 de noviembre de 2017   | Chihuahua           | México         | Fórum Santa Rita                    |
| 9 de noviembre de 2017   | Morelia             | México         | Palacio del Arte                    |
| 11 de noviembre de 2017  | Ciudad Juárez       | México         | Parque El Chamizal                  |
| Europa                   |                     |                |                                     |
| 18 de noviembre de 2017  | Madrid              | España         | Sala Mon Madrid                     |
| 21 de noviembre de 2017  | Barcelona           | España         | Razzmatazz Club                     |
| América Latina           |                     |                |                                     |
| 24 de noviembre de 2017  | Morelos             | México         | Centro de convenciones Morelos      |
| 25 de noviembre de 2017  | Durango             | México         | Velaria de la FENADU                |
| 2 de diciembre de 2017   | Cancún              | México         | Autodromo de Cancún                 |
| 3 de diciembre de 2017   | Mazatlán            | México         | Glorieta Sánchez Taboada            |
| 12 de diciembre de 2017  | Temuco              | Chile          | Gimnasio UFRO                       |
| 14 de diciembre de 2017  | Arica               | Chile          | Espacio Soho                        |
| 15 de diciembre de 2017  | Iquique             | Chile          | Casa del Deportista                 |
| 16 de diciembre de 2017  | Antofagasta         | Chile          | Ruinas de Huanchaca                 |
| 18 de diciembre de 2017  | Santiago            | Chile          | Movistar Arena                      |
| 20 de diciembre de 2017  | Concepción          | Chile          | Gimnasio Municipal                  |
| 17 de marzo de 2018      | Santiago            | Chile          | Parque O'Higgins                    |
| 20 de marzo de 2018      | Asunción            | Paraguay       | Espacio Idesa                       |
| 5 de abril de 2018       | Cuenca              | Ecuador        | Centro de Convenciones Mall del Río |
| 6 de abril de 2018       | Quito               | Ecuador        | Plaza Belmonte                      |
| 7 de abril de 2018       | Guayaquil           | Ecuador        | Centro de Convenciones              |
| 11 de abril de 2018      | Bogotá              | Colombia       | Royal Center                        |
| América Central          |                     |                |                                     |
| 13 de abril de 2018      | San José            | Costa Rica     | Pepper's Club                       |
| 14 de abril de 2018      | Ciudad de Guatemala | Guatemala      | Forum Majadas                       |

### Cancelados o postergados
| Fecha               | Ciudad       | País           | Nota |
| ------------------- | ------------ | -------------- | --- |
| 31 de mayo de 2017  | Houston      | Estados Unidos | Fechas canceladas debido a problemas de salud de la cantante. Se espera que las fechas sean reprogramadas pronto. |
| 1 de junio de 2017  | Dallas       | Estados Unidos | Fechas canceladas debido a problemas de salud de la cantante. Se espera que las fechas sean reprogramadas pronto. |
| 3 de junio de 2017  | Atlanta      | Estados Unidos | Fechas canceladas debido a problemas de salud de la cantante. Se espera que las fechas sean reprogramadas pronto. |
| 5 de junio de 2017  | Orlando      | Estados Unidos | Fechas canceladas debido a problemas de salud de la cantante. Se espera que las fechas sean reprogramadas pronto. |
| 6 de junio de 2017  | Tampa        | Estados Unidos | Fechas canceladas debido a problemas de salud de la cantante. Se espera que las fechas sean reprogramadas pronto. |
| 7 de junio de 2017  | Miami        | Estados Unidos | Fechas canceladas debido a problemas de salud de la cantante. Se espera que las fechas sean reprogramadas pronto. |
| 18 de marzo de 2018 | Buenos Aires | Argentina      | Se cancela la tercera jornada de Lollapalooza Argentina 2018 por severas tormentas.                               |

### Recaudaciones
| Fecha                  | Lugar                   | Ciudad           | Entradas vendidas/disponibles | Recaudación | Ref.   |
| ---------------------- | ----------------------- | ---------------- | ----------------------------- | ----------- | ------ |
| 5 de octubre de 2017   | Auditorio Nacional      | Ciudad de México | 19,240 / 19,240 (100%)        | $591,684    | [ 13 ] |
| 6 de octubre de 2017   | Auditorio Nacional      | Ciudad de México | 19,240 / 19,240 (100%)        | $591,684    | [ 13 ] |
| 7 de octubre de 2017   | Auditorio Nacional      | Ciudad de México | 9,620 / 9,620 (100%)          | $351,905    | [ 13 ] |
| 20 de octubre de 2017  | Parque Trasloma         | Guadalajara      | 35,251 / 40,000 (88,12%)      | $1,441,107  | [ 14 ] |
| 1 de noviembre de 2017 | Palacio de los Deportes | Ciudad de México | 14,890 / 15,000 (99,27%)      | $467,534    | [ 14 ] |
| Total                  | Total                   | Total            | Total                         | $2,852,230  |        |